# Ungarische Eishockeyliga
Die OB I. Bajnokság, früher Borsodi Jégkorong Liga, ist die höchste rein ungarische Eishockeyliga, in der seit 1936 der Ungarische Landesmeister ausgespielt wird.

## Geschichte
Die Ungarische Liga wird seit 1936 ausgespielt. Rekordmeister der Liga ist die Eishockeyabteilung des Ferencvárosi TC mit 25 Titeln (davon 3 als Kinizsi SE Budapest), danach folgen Újpesti TE und Alba Volán SC Székesfehérvár mit je 13 Meisterschaften.
2005/06 nahm mit Lokomotíva Nové Zámky erstmals ein slowakischer Club teil. 2006/07 wurde stattdessen SC Miercurea Ciuc aus Siebenbürgen, Rumänien aufgenommen. 2007/08 folgte mit dem HC Miercurea Ciuc ein weiterer Club aus Siebenbürgen. Schließlich wurde ab 2008 die internationale Liga aus der ungarischen Meisterschaft ausgegliedert. Nach ihrem Hauptsponsor hieß die Liga bis 2017 MOL Liga, seitdem nach dem neuen Hauptsponsor Erste Liga. Die rein ungarischen Begegnungen dieser Liga werden als Spiele der ungarischen Meisterschaft gewertet.

## Meister
Liste siehe: Ungarischer Meister (Eishockey)